# Paul-Marie Masson
Paul-Marie Masson (* 9. September 1882 in Sète; † 27. Januar 1954 in Paris) war ein französischer Musikwissenschaftler und Hochschullehrer.
Masson gewann 1900 den Concours général, einen Wettbewerb der französischen Gymnasien, im Fach Komposition. Er besuchte die École normale supérieure (Paris) und nahm nach seinem Militärdienst ab 1904 an Kursen von Romain Rolland an der Sorbonne und von Abel Lefranc an der École des Hautes Etudes teil. Parallel dazu studierte er bei Vincent d’Indy an der Schola Cantorum und später bei Charles Koechlin. Ab 1910 unterrichtete er an der Universität von Grenoble und gab Kurse am Institut français in Florenz.
Der Erste Weltkrieg unterbrach seine Laufbahn, er wurde zum Kriegsdienst einberufen. 1919 wurde er mit drei Auszeichnungen und im Rang eines Leutnants demobilisiert. Sofort nahm er seine Lehrtätigkeit in Florenz wieder auf und gründete 1920 ein Institut français in Neapel, das er mehr als zehn Jahre leitete. 1930 wurde er mit einer Arbeit über die Oper bei Jean Philippe Rameau promoviert und im Folgejahr an die Sorbonne berufen, wo er bis 1952 an der Seite von André Pirro Musikgeschichte unterrichtete und 1951 das Institut für Musikwissenschaften gründete. Er war Vizepräsident, von 1945 bis 1948 Präsident der Société française de musicologie und von 1949 bis 1952 Vizepräsident der Internationalen Gesellschaft für Musikwissenschaft.
Das Spezialgebiet Massons war die französische Musik des 17. und 18. Jahrhunderts (u. a. François-Adrien Boieldieus und Étienne-Nicolas Méhuls), darüber hinaus betrieb er aber auch Studien zur Musik Luigi Cherubinis, Wolfgang Amadeus Mozarts und zur englischen Musik des 18. Jahrhunderts und verfasste ein bedeutendes Werk über Hector Berlioz.

## Schriften
- Les Odes d’Horace en musique au xvie siècle in Revue musicale, 1906
- Hrsg.: Chants de carnaval florentin, 1913
- Berlioz, 1923
- Le Ballet Héroïque in Revue musicale 1928
- L’Opera de Rameau, 1930